# 김현철 (스케이트 코치)
김현철은 대한민국의 스케이트 코치, 전 피겨 스케이팅 선수다.

## 방송
- 김연아의 키스 & 크라이 (2011) - 7위